# Benjamin Karl
Benjamin Karl (Sankt Pölten, 16 de octubre de 1985) es un deportista austríaco que compite en snowboard, especialista en las pruebas de eslalon paralelo.
Participó en cuatro Juegos Olímpicos de Invierno, obteniendo en total tres medallas, plata en Vancouver 2010 (eslalon gigante paralelo), bronce en Sochi 2014 (eslalon paralelo) y oro en Pekín 2022 (eslalon gigante paralelo), y el quinto lugar en Pyeongchang 2018, en el eslalon gigante paralelo.
Ganó ocho medallas en el Campeonato Mundial de Snowboard entre los años 2009 y 2021.

## Medallero internacional
| Juegos Olímpicos   | Juegos Olímpicos           | Juegos Olímpicos  | Juegos Olímpicos         |
| Año                | Lugar                      | Medalla           | Prueba                   |
| ------------------ | -------------------------- | ----------------- | ------------------------ |
| 2010               | Vancouver (Canadá)         | Medalla de plata  | Eslalon gigante paralelo |
| 2014               | Sochi (Rusia)              | Medalla de bronce | Eslalon paralelo         |
| 2022               | Pekín (China)              | Medalla de oro    | Eslalon gigante paralelo |
| Campeonato Mundial |                            |                   |                          |
| Año                | Lugar                      | Medalla           | Prueba                   |
| 2009               | Hoengseong (Corea del Sur) | Medalla de oro    | Eslalon paralelo         |
| 2011               | La Molina (España)         | Medalla de oro    | Eslalon paralelo         |
| 2011               | La Molina (España)         | Medalla de oro    | Eslalon gigante paralelo |
| 2013               | Stoneham (Canadá)          | Medalla de oro    | Eslalon gigante paralelo |
| 2015               | Kreischberg (Austria)      | Medalla de bronce | Eslalon gigante paralelo |
| 2017               | Sierra Nevada (España)     | Medalla de plata  | Eslalon paralelo         |
| 2017               | Sierra Nevada (España)     | Medalla de plata  | Eslalon gigante paralelo |
| 2021               | Rogla (Eslovenia)          | Medalla de oro    | Eslalon paralelo         |